# Bensylmorfin

Strukturformel för bensylmorfin.

Bensylmorfin, summaformel C24H25NO3, (3-bensylmorfin), är ett morfinderivat, smärtstillande medel härlett ur morfin, narkotikaklassat. Drogen introducerades på marknaden i slutet av 1800-talet. 
Substansen är narkotikaklassad och ingår i förteckning N I i 1961 års allmänna narkotikakonvention, samt i förteckning II i Sverige.